# HTTP 403
403 Forbidden (403 Proibido) é um código de resposta HTTP da classe de respostas de erro do cliente, a qual indica que o servidor recebeu a requisição e foi capaz de identificar o autor, porém não autorizou a emissão de um resposta. Os motivos para a proibição do acesso podem ser especificados no corpo da resposta. Ao contrário do código 401 Unauthorized, no 403 o servidor é capaz de reconhecer a identidade de origem da requisição.
A RFC 7231 de 2014 padroniza os códigos de resposta HTTP/1.1, definindo as especificações do código. Esta RFC substituiu a RFC 2616 de 1999.
O erro também é obtido quando tenta ver a listagem de diretórios em um servidor web com Apache ou Microsoft IIS com o recurso desabilitado.

## Sub-status do erro 403
Ao enviar uma requisição a um servidor que executando o Microsoft IIS (Serviços de informação da Internet) é retornado um código HTTP contendo um sub-status, os quais indicam uma razão mais específica para o retorno do erro.
- 403.1 - Acesso de execução proibido.
- 403.2 - Acesso de leitura proibido.
- 403.3 - Acesso de gravação proibido.
- 403.4 - SSL necessário.
- 403.5 - SSL 128 necessário.
- 403.6 - Endereço IP rejeitado.
- 403.7 - Certificado de cliente necessário.
- 403.8 - Acesso ao site negado.
- 403.9 - Proibido: Vários clientes estão tentando se conectar ao servidor da Web.
- 403.10 – Proibido: o servidor da Web está configurado para negar o acesso de Execução.
- 403.11 - Proibido: Senha alterada.
- 403.12 - Mapeador negou acesso.
- 403.13 - Certificado de cliente revogado.
- 403.14 - Listagem de diretório negado.
- 403.15 - Proibido: As licenças de acesso do cliente excedeu os limites no servidor da Web.
- 403.16 - Certificado do cliente não é confiável ou é inválido.
- 403.17 - Certificado do cliente expirado ou ainda não está válido.
- 403.18 - Não é possível executar a URL solicitada no pool de aplicativos atual.
- 403.19 - Não é possível executar aplicativos CGI para o cliente neste pool de aplicativos.
- 403.20 - Proibido: Falha de logon do Passport.
- 403.21 - Proibido: Acesso ao código-fonte negado.
- 403.22 - Proibido: Profundidade infinita negada.
- 403.501 – Proibido: Muitas solicitações do mesmo IP do cliente; O limite de restrição de IP dinâmico foi atingido.
- 403.502 - Proibido: Muitas solicitações do mesmo IP do cliente; O limite máximo da taxa de solicitação da Restrição de IP Dinâmico foi atingido.
- 403.503 – Proibido: o endereço IP está incluído na lista de Negações da Restrição de IP
- 403.504 – Proibido: o nome do host está incluído na lista de Negações da Restrição de IP